# Mehren (Vulkaneifel)
Mehren é um município da Alemanha localizado no distrito de Vulkaneifel, estado da Renânia-Palatinado.
Pertence ao Verbandsgemeinde de Daun.
|  |